# Zonguldak
Zonguldak – miasto w północno-zachodniej Turcji, nad Morzem Czarnym, ośrodek administracyjny ilu Zonguldak. Około 104 tys. mieszkańców.

## Miasta partnerskie
- Abu Zabi, Zjednoczone Emiraty Arabskie
- Maribor, Słowenia
- Celje, Słowenia
- Żylina, Słowacja
- Karaczi, Pakistan
- Nowy Orlean, Stany Zjednoczone
- Asau, Tuvalu
- Lamu, Kenia
- Maracaibo, Wenezuela